# FC Sevastopol
FC Sevastopol a fost un club de fotbal ucrainean din Sevastopol, Crimeea. La finele sezonului 2013–14 de Premier Liga, din cauza Crizei din Crimeea din 2014 clubul și-a încetat existența și a aplicat la o licență rusească, formând un club nou cu denumirea FC SKCF Sevastopol.

## Antrenori
- Valerii Petrov (July 2002–05)
- Serhii Pucikov (1 iulie 2005–Sept 29, 2008)
- Oleh Lescinskii (Sept 29, 2008–19 iunie 2010)
- Serhii Șevcenko (1 iulie 2010–Sept 12, 2010)
- Oleh Lescinskii (interim) (Sept 12, 2010–Dec 2, 2010)
- Anghel Cervenkov (Dec 21, 2010–14 iunie 2011)
- Oleksandr Riabokon (28 iunie 2011–Oct 17, 2011)
- Serhii Pucikov (Oct 18, 2011–13 iunie 2012)
- Aleh Konanau (13 iunie 2012–Aug 10, 2013)
- Ghenadii Orbu (interim) (Aug 10, 2013–Nov 27, 2013)
- Serhii Konovalov (interim) (Nov 27, 2013–Jan 14, 2014)
- Anghel Cervenkov (Jan 14, 2014–14 iunie 2014)